# أندي وارد
أندي وارد (بالإنجليزية: Andy Ward)‏ هو لاعب اتحاد الرغبي نيوزلندي، ولد في 8 سبتمبر 1970 في وانغاري في نيوزيلندا.

## وصلات خارجية
- أندي وارد عل موقع إسبنسكروم (الإنجليزية)
- أندي وارد على موقع ItsRugby.co.uk (الإنجليزية)